# Мухутдинов, Тимур Мухаметсабарович
Тиму́р Мухаметсаба́рович Мухутди́нов (1975—2010) — майор милиции МВД России, Герой Российской Федерации (2011).

## Биография
Родился 26 января 1975 года в селе Ембаево Тюменского района Тюменской области. По национальности татарин. После окончания в 1992 году Ембаевской средней школы поступил в политехнический техникум, однако через год ушёл оттуда.
Был призван на срочную службу (1993—1995), которую проходил в Калининградской и Тюменской областях. Демобилизовавшись, устроился на работу охранником.
В 1997 году Тимур Мухутдинов поступил на службу в органы Министерства внутренних дел. Последовательно прошёл ступени стажёра, затем младшего оперуполномоченного 3-го боевого отделения СОБР по борьбе с организованной преступностью при УВД по Тюменской области.
С 1999 года многократно выезжал в командировки на Северный Кавказ, где участвовал в проведении специальных и боевых операций. Результатом этих операций было выявление десятков боевиков, а также тайных складов вооружения на территории Чечни и Дагестана.

## Подвиг
23 октября 2010 года старший уполномоченный по особо важным делам боевого отделения отряда милиции специального назначения Тимур Мухутдинов нёс службу по охране пункта временной дислокации сводного отряда спецназа в городе Хасавюрт (Дагестан), который размещался в здании профессионального училища. В нём находилось около полусотни спецназовцев из нескольких российских регионов (Тюмени, Ростова-на-Дону, Екатеринбурга, Владимирской области). Около семи часов вечера по дороге, ведущей в сторону пункта, стал набирать скорость автомобиль УАЗ, гружёный взрывчаткой. За рулём машины находился террорист-смертник. Увидев его, майор Мухутдинов открыл по автомобилю огонь из автомата. Боевик понял, что прорваться через контрольно-пропускной пункт не удастся, и привёл в действие взрывное устройство мощностью 160 кг в тротиловом эквиваленте.
Тимур Мухутдинов получил смертельные ранения в результате взрыва и скончался на месте. Своим подвигом он спас жизни десяткам сослуживцев.

## Высшая награда
Указом Президента  от  23 декабря 2011 года № 1677 «за мужество и героизм, проявленные при исполнении служебного долга в  условиях, сопряжённых с риском для жизни на территории Северо-Кавказского региона», Тимуру Мухаметсабаровичу Мухутдинову было посмертно присвоено звание Героя Российской Федерации.
За два месяца до своей десятой и последней командировки на Кавказ Тимур в составе команды альпинистов-спецназовцев ГУВД по Тюменской области поднялся на высочайшую гору Европы — Эльбрус (5 642 км). На покорённой вершине были установлены флаг ГУВД и памятная табличка в честь земляков — сотрудников милиции, погибших при исполнении служебного долга.
Похоронен на кладбище в родном селе Ембаево. Его именем в селе названа центральная улица.
Имя героя России Тимура Мухутдинова присвоено сводному альпинистскому отряду Тюменской области.
С 2013 года в Тюмени ежегодно проводится открытый турнир по мини-футболу памяти Героя России Тимура Мухутдинова на Кубок Конгресса татар Тюменской области.

## Награды
- Герой Российской Федерации
- медаль «За отличие в охране общественного порядка»
- медаль «За доблесть в службе»
- медаль «За боевое содружество»
- медаль «За отличие в службе» 3-й степени
- медаль «200 лет МВД России»[4]